# Velika Plana (Podunavlje)
Velika Plana (Servisch: Велика Плана) is een gemeente in het Servische district Podunavlje.
Velika Plana telt 16.210 inwoners in de stad zelf en 44.470 in de gemeente (2002). De oppervlakte bedraagt 345 km², de bevolkingsdichtheid is 47 inwoners per km².
Dicht bij de stad liggen de Pokajnica houten kerk (tegenwoordig convent), opgebouwd door een berouwvol moordenaar ter herdenking van zijn moord van Karađorđe (de vroege 19de eeuw); een andere kerk precies op de plaats waarin Karađorđe vermoord was (de vroege 20ste eeuw), en—in een buitenwijk van de stad zelf—de Koporin convent waarin Stefan Lazarević is begraven (de vroege 15de eeuw).

## Plaatsen in de gemeente
- Velika Plana
- Veliko Orašje
- Donja Livadica
- Krnjevo
- Kupusina
- Lozovik
- Markovac
- Miloševac
- Novo Selo
- Radovanje
- Rakinac
- Staro Selo
- Trnovče